# Delicias
28°10′55.888″N 105°27′27.950″V / 28.18219111°N 105.45776389°V
Delicias er en by i den mexikanske delstat Chihuahua. Byen er beliggende 80 kilometer syd for Chihuahua og 70 kilometer nord for Camargo. Byen er administrativt center for kommunen Delicias. Folketællinger fra 2005 viser et indbyggertal på 108 187 for byen.